# Красні Баки
Красні Баки (рос. Красные Баки) — робітниче селище в Краснобаковському районі Нижньогородської області Російської Федерації.
Населення становить 7274 особи. Входить до складу муніципального утворення робітниче селище Красні Баки.

## Історія
Від 2009 року входить до складу муніципального утворення робітниче селище Красні Баки.

## Населення
| 1959  | 1970  | 1979  | 1989  | 2002  | 2008  | 2009  |
| ----- | ----- | ----- | ----- | ----- | ----- | ----- |
| 6656  | ↗7309 | ↘7281 | ↗8456 | ↘7944 | ↘7439 | ↘7434 |
| 2010  | 2011  | 2012  | 2013  | 2014  | 2015  | 2016  |
| ↘7295 | ↘7258 | ↘7235 | ↗7340 | ↗7387 | ↘7374 | ↗7379 |
| 2017  |       |       |       |       |       |       |
| ↗7818 |       |       |       |       |       |       |